# 부산·경남권의 방송 송신소·중계소 목록
다음은 대한민국 부산/경남권의 방송 송신소·중계소 목록이다.

## 기장 중계소
연 위치: 부산 기장군 일광읍 삼성리 산 41
| CH 7-1   | KBS2 DTV2                  | CH 41    |                           |        |                   |
| CH-9-1   | KBS DTV2                   | CH 32    |                           |        |                   |
| CH 10-1  | EBS 1TV                    | CH 36    |                           |        |                   |
| CH 10-2  | EBS 2TV                    | CH 36    |                           |        |                   |
| CH 11-1  | MBC DTV                    | CH 35    |                           |        |                   |
| FM라디오 |                            |          |                           |        |                   |
| 주파수   | 방송국명                   | 호출부호 | 비고                      | 출력   | 가시청권          |
| 89.3MHz  | KNN 러브FM                 | HLDG-2FM | 105.7MHz 부산 황령산 송출 | 20㎾   | 부산광역시 기장군 |
| 91.3MHz  | KBS부산 제1라디오          | HLKB-SFM | 103.7MHz 부산 황령산 송출 | 0.02㎾ | 부산광역시 기장군 |
| 96.3MHz  | KNN 파워FM                 | HLDG-FM  | 99.9MHz 부산 황령산 송출  | 20㎾   | 부산광역시 기장군 |
| 99.5MHz  | KBS부산 제2라디오(HappyFM) | HLKE-SFM | 97.1MHz 부산 황령산 송출  | 20㎾   | 부산광역시 기장군 |
| 103.3MHz | 부산영어방송               | HLSX-FM  | 90.5MHz 부산 황령산 송출  | 0.02kW | 부산광역시 기장군 |

## 김해 송신소
- 연 위치: 경남 김해시 부원동 339

| AM라디오 |                   |          |       |                             |
| 채널     | 방송국명          | 호출부호 | 출력  | 가시청권                    |
| 891kHz   | KBS부산 제1라디오 | HLKB     | 250㎾ | 부산, 김해, 진해, 거제 일부 |

## 감악산 중계소
- 연 위치: 경남 거창군 신원면 구사리 산12-1

| 디지털TV  |                   |           |                                                                   |       |                                                                              |
| 가상채널  | 방송국명          | 호출부호  | 물리채널                                                          | 출력  | 가시청권                                                                     |
| CH 6-1    | KNN DTV           | HLDG-DTV  | CH 36                                                             | 1㎾   | 일원 : 거창 일부 : 합천, 함양, 산청, 창녕 (산악, 장애 지역 제외)             |
| CH 7-1    | KBS창원 DTV2      | HLKD-DTV  | CH 35                                                             | 1㎾   | 일원 : 거창 일부 : 합천, 함양, 산청, 창녕 (산악, 장애 지역 제외)             |
| CH 9-1    | KBS진주 DTV1      | HLCJ-DTV  | CH 28                                                             | 1㎾   | 일원 : 거창 일부 : 합천, 함양, 산청, 창녕 (산악, 장애 지역 제외)             |
| CH 10-1   | EBS 1TV           | HLQL-DTV  | CH 37                                                             | 1㎾   | 일원 : 거창 일부 : 합천, 함양, 산청, 창녕 (산악, 장애 지역 제외)             |
| CH 10-2   | EBS 2TV           | HLQL-DTV  | CH 37                                                             | 1㎾   | 일원 : 거창 일부 : 합천, 함양, 산청, 창녕 (산악, 장애 지역 제외)             |
| CH 11-1   | MBC경남 창원 DTV  | HLAP-DTV  | CH 50                                                             | 1㎾   | 일원 : 거창 일부 : 합천, 함양, 산청, 창녕 (산악, 장애 지역 제외)             |
| FM 라디오 |                   |           |                                                                   |       |                                                                              |
| 채널      | 방송국명          | 호출부호  | 비고                                                              | 출력  | 가시청권                                                                     |
| 92.1MHz   | 진주KBS 클래식FM  | HLCJ-FM   | 거창 일원, 진주 일부, 남해 일부, 하동 일부, 여수, 순천, 광양 일부 | 3㎾   | 거창 일원, 합천 일부, 함양 일부, 산청 일부, 창녕 일부 (산악, 장애 지역 제외) |
| 93.5MHz   | MBC경남 표준FM    | HLAK-SFM  | 경남 전지역                                                       | 1㎾   | 거창 일원, 합천 일부, 함양 일부, 산청 일부, 창녕 일부 (산악, 장애 지역 제외) |
| 96.1MHz   | MBC경남 FM4U      | HLAK-FM   | 경남 전지역                                                       | 3㎾   | 거창 일원, 합천 일부, 함양 일부, 산청 일부, 창녕 일부 (산악, 장애 지역 제외) |
| 103.3MHz  | 진주KBS 제1라디오 | HLCJ-SFM  | 경남 전지역                                                       | 500W  | 거창 일원, 합천 일부, 함양 일부, 산청 일부, 창녕 일부 (산악, 장애 지역 제외) |
| 104.7MHz  | EBS 라디오        | HLQL-FM   | 거창 일원, 진주 일부, 남해 일부, 하동 일부, 여수, 순천, 광양 일부 | 3㎾   | 거창 일원, 합천 일부, 함양 일부, 산청 일부, 창녕 일부 (산악, 장애 지역 제외) |
| 106.7MHz  | KNN 파워FM        | HLDG-FM   | 경남 전지역                                                       | 500W  | 거창 일원, 합천 일부, 함양 일부, 산청 일부, 창녕 일부 (산악, 장애 지역 제외) |
| 107.3MHz  | TBN 경남교통방송  | HLEE-FM   | 경남 전지역                                                       | 0.2kW |                                                                              |
| 지상파DMB |                   |           |                                                                   |       |                                                                              |
| 앙상블명  | 방송국명          | 호출부호  | 채널(주파수)                                                      | 출력  | 가시청권                                                                     |
| Busan MBC | myMBC TV          | HLKU-TDMB | CH 12-A (205.280MHz)                                              | 2㎾   | 부산, 김해, 진해, 거제 일부                                                  |
| U-KBS     | KBS STAR          | HLKA-TDMB | CH 12-B (207.008MHz)                                              | 2㎾   | 부산, 김해, 진해, 거제 일부                                                  |
| U-KBS     | HD KBS STAR       | HLKA-TDMB | CH 12-B (207.008MHz)                                              | 2㎾   | 부산, 김해, 진해, 거제 일부                                                  |
| U-KBS     | KBS HEART         | HLKA-TDMB | CH 12-B (207.008MHz)                                              | 2㎾   | 부산, 김해, 진해, 거제 일부                                                  |
| U-KBS     | KBS MUSIC         | HLKA-TDMB | CH 12-B (207.008MHz)                                              | 2㎾   | 부산, 김해, 진해, 거제 일부                                                  |
| KNN DMB   | KNNu              | HLDG-TDMB | CH 12-C (208.736MHz)                                              | 2㎾   | 부산, 김해, 진해, 거제 일부                                                  |
| KNN DMB   | ubc u             | HLDG-TDMB | CH 12-C (208.736MHz)                                              | 2㎾   | 부산, 김해, 진해, 거제 일부                                                  |

## 녹산 중계소
- 연 위치 : 부산 강서구 생곡동 산10-1

| 디지털TV  |                            |           |                           |        |                 |
| 가상채널  | 방송국명                   | 호출부호  | 물리채널                  | 출력   | 가시청권        |
| CH 6-1    | KNN DTV                    | HLDG-DTV  | 24                        | 2.5㎾  | 부산강서구 일원 |
| CH 7-1    | KBS부산 2TV                | HLKE-DTV  | 42                        | 2.5㎾  | 부산강서구 일원 |
| CH 9-1    | KBS부산 1TV                | HLKB-DTV  | 38                        | 2.5㎾  | 부산강서구 일원 |
| CH 10-1   | EBS 1TV                    | HLQL-DTV  | 48                        | 2.5㎾  | 부산강서구 일원 |
| CH 10-2   | EBS 2TV                    | HLQL-DTV  | 48                        | 2.5㎾  | 부산강서구 일원 |
| FM라디오  |                            |           |                           |        |                 |
| 주파수    | 방송국명                   | 호출부호  | 비고                      | 출력   | 가시청권        |
| 91.3MHz   | KBS부산 제1라디오          | HLKB-SFM  | 103.7MHz 부산 황령산 송출 | 0.03㎾ | 부산강서구 일원 |
| 96.7MHz   | 부산극동방송               | HLQQ-FM   | 93.3MHz 부산 황령산 송출  | 20W    | 부산강서구 일원 |
| 99.5MHz   | KBS부산 제2라디오(HappyFM) | HLKE-SFM  | 97.1MHz 부산 황령산 송출  | 30W    | 부산강서구 일원 |
| 101.5MHz  | CPBC 부산가톨릭평화방송    | HLDW-FM   | 101.1MHz 부산 황령산 송출 | 20W    | 부산강서구 일원 |
| 103.3MHz  | 부산영어방송               | HLSX-FM   | 90.5MHz 부산 황령산 송출  |        | 부산강서구 일원 |
| 105.3MHz  | 부산CBS 음악FM             | HLKP-FM   | 102.1MHz 부산 황령산 송출 | 1㎾    | 부산강서구 일원 |
| 106.5MHz  | 부산MBC 라디오             | HLKU-SFM  | 95.9MHz 부산 황령산 송출  | 20W    | 부산강서구 일원 |
| 지상파DMB |                            |           |                           |        |                 |
| 앙상블명  | 방송국명                   | 호출부호  | 채널(주파수)              | 출력   | 가시청권        |
| U-KBS     | KBS STAR                   | HLKB-TDMB | CH 12-B (207.008MHz)      | 90㎾   | 부산강서구 일원 |
| U-KBS     | HD KBS STAR                | HLKB-TDMB | CH 12-B (207.008MHz)      | 90㎾   | 부산강서구 일원 |
| U-KBS     | KBS HEART                  | HLKB-TDMB | CH 12-B (207.008MHz)      | 90㎾   | 부산강서구 일원 |
| U-KBS     | KBS MUSIC                  | HLKB-TDMB | CH 12-B (207.008MHz)      | 90㎾   | 부산강서구 일원 |

## 망운산 송신소.중계소
- 경남 남해군 서면 연죽리 산38 / 경남 남해군 연죽면 망운리 산4-1

| 디지털TV   |                     |           |                                                                                  |       |                                                  |
| 가상채널   | 방송국명            | 호출부호  | 물리채널                                                                         | 출력  | 가시청권                                         |
| CH 6-1     | KBC DTV             | HLDH-DTV  | CH 38                                                                            | 2㎾   | 여수, 순천, 광양 일원, 경남 남해 일부, 하동 일부 |
| CH 7-1     | KBS순천 DTV2        | HLAA-DTV  | CH 46                                                                            | 2㎾   | 여수, 순천, 광양 일원, 경남 남해 일부, 하동 일부 |
| CH 9-1     | KBS순천 DTV1        | HLCY-DTV  | CH 44                                                                            | 2㎾   | 여수, 순천, 광양 일원, 경남 남해 일부, 하동 일부 |
| CH 10-1    | EBS 1TV(지상파방송) | HLQL-DTV  | CH 24                                                                            | 2㎾   | 여수, 순천, 광양 일원, 경남 남해 일부, 하동 일부 |
| CH 10-2    | EBS 2TV(지상파방송) | HLQL-DTV  | CH 24                                                                            | 2㎾   | 여수, 순천, 광양 일원, 경남 남해 일부, 하동 일부 |
| CH 11-1    | 여수MBC DTV         | HLAT-DTV  | CH 16                                                                            | 1㎾   | 여수, 순천, 광양 일원, 경남 남해 일부, 하동 일부 |
| FM 라디오  |                     |           |                                                                                  |       |                                                  |
| 채널       | 방송국명            | 호출부호  | 비고                                                                             | 출력  | 가시청권                                         |
| 94.5MHz    | 순천KBS 클래식FM    | HLCY-FM   | 92.3MHz 광주KBS 클래식FM 광주 무등산 송출                                        | 3㎾   | 여수, 순천, 광양 일원, 경남 남해, 하동 일부      |
| 95.7MHz    | 순천KBS 제1라디오   | HLCY-SFM  | 88.7MHz 순천KBS 제1라디오 순천 남산 송출                                         | 1㎾   | 여수, 순천, 광양 일원, 경남 남해, 하동 일부      |
| 101.3MHz   | 여수MBC 표준FM      | HLAT-SFM  | 107.1MHz 여수MBC 표준FM 여수 구봉산 송출, 100.3MHz 여수MBC 표준FM 순천 남산 송출 | 0.1㎾ | 여수, 순천, 광양 일원, 경남 남해, 하동 일부      |
| 106.3MHz   | EBS 라디오          | HLQL-FM   | 104.7MHz 거창 감악산 송출                                                        | 3kw   | 여수, 순천, 광양 일원, 경남 남해, 하동 일부      |
| 지상파 DMB |                     |           |                                                                                  |       |                                                  |
| 앙상블명   | 방송국명            | 호출부호  | 채널(주파수)                                                                     | 출력  | 가시청권                                         |
| Honam MBC  | myMBC TV            | HLCN-TDMB | CH 7A (175.280MHz) (181.280MHz)                                                  | 2kW   | 여수, 순천, 광양 일원, 경남 남해, 하동 일부      |
| U-KBS      | KBS STAR            | HLKH-TDMB | CH 7B (177.008MHz)                                                               | 2kW   | 여수, 순천, 광양 일원, 경남 남해, 하동 일부      |
| U-KBS      | HD KBS STAR         | HLKH-TDMB | CH 7B (177.008MHz)                                                               | 2kW   | 여수, 순천, 광양 일원, 경남 남해, 하동 일부      |
| U-KBS      | KBS HEART           | HLKH-TDMB | CH 7B (177.008MHz)                                                               | 2kW   | 여수, 순천, 광양 일원, 경남 남해, 하동 일부      |
| U-KBS      | KBS MUSIC           | HLKH-TDMB | CH 7B (177.008MHz)                                                               | 2kW   | 여수, 순천, 광양 일원, 경남 남해, 하동 일부      |
| KBC u      | KBC-SBSu            | HLDH-TDMB | CH 7-C (178.736MHz)                                                              | 2kW   | 여수, 순천, 광양 일원, 경남 남해, 하동 일부      |
| KBC u      | JTV-mYTN            | HLDH-TDMB | CH 7-C (178.736MHz)                                                              | 2kW   | 여수, 순천, 광양 일원, 경남 남해, 하동 일부      |

## 망진산 송신소.중계소
- 연 주소: 경남 진주시 봉수대길 116-23

| 디지털TV |                   |          |                                               |       |                                                  |
| 가상채널 | 방송국명          | 호출부호 | 물리채널                                      | 출력  | 가시청권                                         |
| CH 6-1   | KNN DTV           | HLDG-DTV | CH 19                                         | 1㎾   | 진주, 사천 일부                                  |
| CH 7-1   | KBS창원 DTV2      | HLKD-DTV | CH 23                                         | 1㎾   | 진주, 사천 일부                                  |
| CH 9-1   | KBS진주 DTV1      | HLCJ-DTV | CH 20                                         | 1㎾   | 진주, 사천 일부                                  |
| CH 10-1  | EBS 1TV           | HLQL-DTV | CH 31                                         | 1㎾   | 진주, 사천 일부                                  |
| CH 10-2  | EBS 2TV           | HLQL-DTV | CH 31                                         | 1㎾   | 진주, 사천 일부                                  |
| CH 11-1  | MBC경남 진주 DTV  | HLAK-DTV | CH 21                                         | 1㎾   | 진주, 사천 일부                                  |
| FM라디오 |                   |          |                                               |       |                                                  |
| 주파수   | 방송국명          | 호출부호 | 비고                                          | 출력  | 가시청권                                         |
| 89.3MHz  | 진주KBS 클래식FM  | HLCJ-FM  | 진주, 사천, 하동, 남해, 여수, 순천, 광양 일부 | 1㎾   | 진주, 사천 일부, 산청 일부, 하동 일부, 남해 일부 |
| 90.3MHz  | 진주KBS 제1라디오 | HLCJ-SFM | 진주, 사천, 하동, 남해, 여수, 순천, 광양 일부 | 1㎾   | 진주, 사천 일부, 산청 일부, 하동 일부, 남해 일부 |
| 94.1MHz  | 경남CBS 표준FM    | HLCC-FM  | 경남 전지역                                   | 250W  | 진주, 사천 일부, 산청 일부, 하동 일부, 남해 일부 |
| 97.7MHz  | MBC경남 FM4U      | HLAK-FM  | 진주, 사천, 하동, 남해, 여수, 순천, 광양 일부 | 1㎾   | 진주, 사천 일부, 산청 일부, 하동 일부, 남해 일부 |
| 101.5MHz | EBS 라디오        | HLQL-FM  | 진주, 사천, 하동, 남해, 여수, 순천, 광양 일부 | 0.5㎾ | 진주, 사천 일부, 산청 일부, 하동 일부, 남해 일부 |

## 금오산 송신소.중계소
- 연 주소 : 경남 하동군 금남면 금오산길 796

| 디지털TV |                   |          |          |       | |
| 가상채널 | 방송국명          | 호출부호 | 물리채널 | 출력  | 가시청권                                                                                                   |
| CH 7-1   | KBS창원           | HLKD-DTV | CH 35    | 1㎾   | 일원 : 여수, 순천, 광양 일부, 경남 진주, 사천 일부, 산청 일부, 하동 일부, 남해 일부 (산악, 장애 지역 제외) |
| CH 9-1   | KBS진주 DTV1      | HLCJ-DTV | CH 28    | 1㎾   | 일원 : 여수, 순천, 광양 일부, 경남 진주, 사천 일부, 산청 일부, 하동 일부, 남해 일부 (산악, 장애 지역 제외) |
| CH 10-1  | EBS 1TV           | HLQL-DTV | CH 37    | 1㎾   | 일원 : 여수, 순천, 광양 일부, 경남 진주, 사천 일부, 산청 일부, 하동 일부, 남해 일부 (산악, 장애 지역 제외) |
| CH 10-2  | EBS 2TV           | HLQL-DTV | CH 37    | 1㎾   | 일원 : 여수, 순천, 광양 일부, 경남 진주, 사천 일부, 산청 일부, 하동 일부, 남해 일부 (산악, 장애 지역 제외) |
| CH 11-1  | MBC경남 창원 DTV  | HLAP-DTV | CH 50    | 1㎾   | 일원 : 여수, 순천, 광양 일부, 경남 진주, 사천 일부, 산청 일부, 하동 일부, 남해 일부 (산악, 장애 지역 제외) |
| FM라디오 |                   |          |          |       | 일원 : 여수, 순천, 광양 일부, 경남 진주, 사천 일부, 산청 일부, 하동 일부, 남해 일부 (산악, 장애 지역 제외) |
| 주파수   | 방송국명          | 호출부호 |          | 출력  | 가시청권                                                                                                   |
| 91.1MHz  | MBC경남 표준FM    | HLAK-SFM |          | 3㎾   | 여수, 순천, 광양 일부, 경남 진주, 사천 일부, 산청 일부, 하동 일부, 남해 일부                               |
| 97.1MHz  | 진주KBS 제1라디오 | HLCJ-SFM |          | 0.5㎾ | 여수, 순천, 광양 일부, 경남 진주, 사천 일부, 산청 일부, 하동 일부, 남해 일부                               |

## 무룡산 중계소
- 연 위치 : 울산 북구 연암동 9-3
- 연 위치 : 울산 북구 어물동 산195-3/울산 북구 화봉동 20-1

| 디지털TV  |                         |            |                                                   |       |                                       |
| 가상채널  | 방송국명                | 호출부호   | 물리채널                                          | 출력  | 가시청권                              |
| CH 6-1    | ubc DTV                 | HLDP-DTV   | CH 30                                             | 2.5㎾ | 울산, 경주 일부, 부산 일부            |
| CH 7-1    | KBS부산 DTV2            | HLKE-DTV   | CH 40                                             | 2.5㎾ | 울산, 경주 일부, 부산 일부            |
| CH 9-1    | KBS울산 DTV1            | HLQB-DTV   | CH 28                                             | 2.5㎾ | 울산, 경주 일부, 부산 일부            |
| CH 10-1   | EBS 1TV(지상파)         | HLQL-DTV   | CH 48                                             | 2.5㎾ | 울산, 경주 일부, 부산 일부            |
| CH 10-2   | EBS 2TV                 | HLQL-DTV   | CH 48                                             | 2.5㎾ | 울산, 경주 일부, 부산 일부            |
| CH 11-1   | 울산MBC DTV             | HLAU-DTV   | CH 34                                             | 2.5㎾ | 울산, 경주 일부, 부산 일부            |
| UHDTV     |                         |            |                                                   |       |                                       |
| 가상채널  | 방송국명                | 호출부호   | 물리채널                                          | 출력  | 가시청권                              |
| 6-1       | ubc 울산방송 UHDTV      | HLDP-DTV   | CH 39                                             | 5㎾   | 울산, 경주 일부, 부산 일부            |
| 7-1       | KBS부산 2TV             | HLKE-UHDTV | CH 56                                             | 5㎾   | 울산, 경주 일부, 부산 일부            |
| 9-1       | KBS울산 1TV             | HLQB-UHDTV | CH 49                                             | 5㎾   | 울산, 경주 일부, 부산 일부            |
| 11-1      | 울산MBC UHDTV           | HLAU-DTV   | CH 29                                             | 5㎾   | 울산, 경주 일부, 부산 일부            |
| FM라디오  |                         |            |                                                   |       |                                       |
| 주파수    | 방송국명                | 호출부호   | 비고                                              | 출력  | 가시청권                              |
| 88.3MHz   | BBS 울산불교방송        | HLQU-FM    | 89.9MHz BBS 부산불교방송 부산 황령산 송출         | 1㎾   | 울산, 양산 일부, 경주 일부, 부산 일부 |
| 90.7MHz   | 울산KBS 제1라디오       | HLQB-SFM   | 103.7MHz 부산KBS 제1라디오 부산 황령산 송출       | 1㎾   | 울산, 양산 일부, 경주 일부, 부산 일부 |
| 92.3MHz   | ubc 그린FM              | HLDP-FM    | 99.9MHz KNN 파워FM 부산 황령산 송출               | 3㎾   | 울산, 양산 일부, 경주 일부, 부산 일부 |
| 93.7MHz   | cpbc 부산가톨릭평화방송 | HLDW-FM    | 101.1MHz cpbc 부산가톨릭평화방송 부산 황령산 송출 | 500W  | 울산, 양산 일부, 경주 일부, 부산 일부 |
| 97.5MHz   | 울산MBC 표준FM          | HLAU-SFM   | 95.9MHz 부산MBC 표준FM 부산 황령산 송출           | 1㎾   | 울산, 양산 일부, 경주 일부, 부산 일부 |
| 98.7MHz   | 울산MBC FM4U            | HLAU-FM    | 88.9MHz 부산MBC FM4U 부산 황령산 송출             | 3㎾   | 울산, 양산 일부, 경주 일부, 부산 일부 |
| 100.3MHz  | 울산CBS 표준FM          | HLCD-FM    | 102.9MHz 부산CBS 표준FM 부산 황령산 송출          | 3㎾   | 울산, 양산 일부, 경주 일부, 부산 일부 |
| 101.9MHz  | 울산KBS 클래식FM        | HLQB-FM    | 92.7MHz 부산KBS 클래식FM 부산 황령산 송출         | 3㎾   | 울산, 양산 일부, 경주 일부, 부산 일부 |
| 104.1MHz  | TBN 울산교통방송        | HLCV-FM    | 94.9MHz TBN 부산교통방송 부산 황령산 송출         | 1㎾   | 울산, 양산 일부, 경주 일부, 부산 일부 |
| 105.9MHz  | EBS 라디오              | HLQL-FM    | 107.7MHz 부산 황령산 송출                         | 3㎾   | 울산, 양산 일부, 경주 일부, 부산 일부 |
| 107.3MHz  | febc 울산극동방송       | HLQR-FM    | 93.3MHz febc 부산극동방송 부산 봉래산 송출        | 3㎾   | 울산, 양산 일부, 경주 일부, 부산 일부 |
| 지상파DMB |                         |            |                                                   |       |                                       |
| 방송국명  | 채널목록                | 호출부호   | 채널(주파수)                                      | 출력  | 가시청권                              |
| Busan MBC | myMBC TV                | HLKU-TDMB  | CH 12-A (205.280MHz)                              | 2㎾   | 울산, 양산 일부, 경주 일부, 부산 일부 |
| U-KBS     | KBS STAR                | HLKA-TDMB  | CH 12-B (207.008MHz)                              | 2㎾   | 울산, 양산 일부, 경주 일부, 부산 일부 |
| U-KBS     | HD KBS STAR             | HLKA-TDMB  | CH 12-B (207.008MHz)                              | 2㎾   | 울산, 양산 일부, 경주 일부, 부산 일부 |
| U-KBS     | KBS HEART               | HLKA-TDMB  | CH 12-B (207.008MHz)                              | 2㎾   | 울산, 양산 일부, 경주 일부, 부산 일부 |
| U-KBS     | KBS MUSIC               | HLKA-TDMB  | CH 12-B (207.008MHz)                              | 2㎾   | 울산, 양산 일부, 경주 일부, 부산 일부 |
| KNN DMB   | KNNu                    | HLDG-TDMB  | CH 12-C (208.736MHz)                              | 2㎾   | 울산, 양산 일부, 경주 일부, 부산 일부 |
| KNN DMB   | ubc u                   | HLDG-TDMB  | CH 12-C (208.736MHz)                              | 2㎾   | 울산, 양산 일부, 경주 일부, 부산 일부 |

## 문수산 중계소
- 연 위치 : 울산 울주군 청량읍 율리 산339

| 디지털TV  |              |           |                      |        |                                        |
| 가상채널  | 방송국명     | 호출부호  | 물리채널             | 출력   | 가시청권                               |
| CH 6-1    | ubc DTV      | HLDP-DTV  | CH 32                | 0.09㎾ | 울산 일부, 덕신, 온양, 웅촌, 웅상 일부 |
| CH 7-1    | KBS부산 DTV2 | HLKE-DTV  | CH 25                | 0.09㎾ | 울산 일부, 덕신, 온양, 웅촌, 웅상 일부 |
| CH 9-1    | KBS울산 DTV1 | HLQB-DTV  | CH 26                | 0.09㎾ | 울산 일부, 덕신, 온양, 웅촌, 웅상 일부 |
| CH 10-1   | EBS 1TV      | HLQL-DTV  | CH 51                | 0.09㎾ | 울산 일부, 덕신, 온양, 웅촌, 웅상 일부 |
| CH 10-2   | EBS 2TV      | HLQL-DTV  | CH 51                | 0.09㎾ | 울산 일부, 덕신, 온양, 웅촌, 웅상 일부 |
| CH 11-1   | 울산MBC DTV  | HLAU-DTV  | CH 22                | 0.09㎾ | 울산 일부, 덕신, 온양, 웅촌, 웅상 일부 |
| 지상파DMB |              |           |                      |        |                                        |
| 방송국명  | 채널목록     | 호출부호  | 채널(주파수)         | 출력   | 가시청권                               |
| U-KBS     | KBS STAR     | HLKA-TDMB | CH 12-B (207.008MHz) | 90W    | 울산 일부, 덕신, 온양, 웅촌, 웅상 일부 |
| U-KBS     | HD KBS STAR  | HLKA-TDMB | CH 12-B (207.008MHz) | 90W    | 울산 일부, 덕신, 온양, 웅촌, 웅상 일부 |
| U-KBS     | KBS HEART    | HLKA-TDMB | CH 12-B (207.008MHz) | 90W    | 울산 일부, 덕신, 온양, 웅촌, 웅상 일부 |
| U-KBS     | KBS MUSIC    | HLKA-TDMB | CH 12-B (207.008MHz) | 90W    | 울산 일부, 덕신, 온양, 웅촌, 웅상 일부 |
| KNN DMB   | KNNu         | HLDG-TDMB | CH 12-C (208.736MHz) | 90W    | 울산 일부, 덕신, 온양, 웅촌, 웅상 일부 |
| KNN DMB   | ubc u        | HLDG-TDMB | CH 12-C (208.736MHz) | 90W    | 울산 일부, 덕신, 온양, 웅촌, 웅상 일부 |

## 불모산 송신소
- 연 위치 : 경남 창원시 성산구 천선동 산213-8

| 디지털TV  |                   |           |                                                   |       |                                                              |
| 가상채널  | 방송국명          | 호출부호  | 물리채널                                          | 출력  | 가시청권                                                     |
| CH 6-1    | KNN DTV           | HLDG-DTV  | CH 33                                             | 2.5㎾ | 창원, 김해, 통영, 거제, 함안, 밀양, 창녕, 의령, 고성, 서부산 |
| CH 7-1    | KBS창원 DTV2      | HLKD-DTV  | CH 25                                             | 2.5㎾ | 창원, 김해, 통영, 거제, 함안, 밀양, 창녕, 의령, 고성, 서부산 |
| CH 9-1    | KBS창원 DTV1      | HLAI-DTV  | CH 22                                             | 2.5㎾ | 창원, 김해, 통영, 거제, 함안, 밀양, 창녕, 의령, 고성, 서부산 |
| CH 10-1   | EBS 1TV           | HLQL-DTV  | CH 32                                             | 2.5㎾ | 창원, 김해, 통영, 거제, 함안, 밀양, 창녕, 의령, 고성, 서부산 |
| CH 10-2   | EBS 2TV           | HLQL-DTV  | CH 32                                             | 2.5㎾ | 창원, 김해, 통영, 거제, 함안, 밀양, 창녕, 의령, 고성, 서부산 |
| CH 11-1   | MBC경남 창원 DTV  | HLAP-DTV  | CH 26                                             | 2.5㎾ | 창원, 김해, 통영, 거제, 함안, 밀양, 창녕, 의령, 고성, 서부산 |
| FM라디오  |                   |           |                                                   |       |                                                              |
| 주파수    | 방송국명          | 호출부호  | 비고                                              | 출력  | 가시청권                                                     |
| 90.9MHz   | KNN 러브FM        | HLDG-2FM  | 105.7MHz 부산 황령산 송출                         | 1㎾   | 창원, 김해, 통영, 거제, 함안, 밀양, 창녕, 의령, 고성, 서부산 |
| 91.7MHz   | 창원KBS 제1라디오 | HLAI-SFM  | 103.7MHz 부산KBS 제1라디오 부산 황령산 송출       | 5㎾   | 창원, 김해, 통영, 거제, 함안, 밀양, 창녕, 의령, 고성, 서부산 |
| 93.9MHz   | 창원KBS 클래식FM  | HLAI-FM   | 92.7MHz 부산KBS 클래식FM 부산 황령산 송출         | 1㎾   | 창원, 김해, 통영, 거제, 함안, 밀양, 창녕, 의령, 고성, 서부산 |
| 95.5MHz   | TBN 경남교통방송  | HLEE-FM   | 94.9MHz TBN 부산교통방송 부산 황령산 송출         | 1㎾   | 창원, 김해, 통영, 거제, 함안, 밀양, 창녕, 의령, 고성, 서부산 |
| 98.1MHz   | febc 창원극동방송 | HLDD-FM   | 93.3MHz febc 부산극동방송 부산 봉래산 송출        | 5㎾   | 창원, 김해, 통영, 거제, 함안, 밀양, 창녕, 의령, 고성, 서부산 |
| 98.9MHz   | MBC경남 표준FM    | HLAP-SFM  | 95.9MHz 부산MBC 표준FM 부산 황령산 송출           | 3㎾   | 창원, 김해, 통영, 거제, 함안, 밀양, 창녕, 의령, 고성, 서부산 |
| 100.5MHz  | MBC경남 FM4U      | HLAP-FM   | 88.9MHz 부산MBC FM4U 부산 황령산 송출             | 1㎾   | 창원, 김해, 통영, 거제, 함안, 밀양, 창녕, 의령, 고성, 서부산 |
| 102.5MHz  | KNN 파워FM        | HLDG-FM   | 99.9MHz 부산 황령산 송출                          | 1㎾   | 창원, 김해, 통영, 거제, 함안, 밀양, 창녕, 의령, 고성, 서부산 |
| 104.3MHz  | EBS 라디오        | HLQL-FM   | 107.7MHz 부산 황령산 송출                         | 3㎾   | 창원, 김해, 통영, 거제, 함안, 밀양, 창녕, 의령, 고성, 서부산 |
| 106.1MHz  | 창원KBS 해피FM    | HLKD-SFM  | 97.1MHz 부산KBS 제2라디오 해피FM 부산 황령산 송출 | 3㎾   | 창원, 김해, 통영, 거제, 함안, 밀양, 창녕, 의령, 고성, 서부산 |
| 106.9MHz  | 경남CBS 표준FM    | HLCC-FM   | 102.9MHz 부산CBS 표준FM 부산 황령산 송출          | 5㎾   | 창원, 김해, 통영, 거제, 함안, 밀양, 창녕, 의령, 고성, 서부산 |
| 지상파DMB |                   |           |                                                   |       |                                                              |
| 방송국명  | 채널목록          | 호출부호  | 채널(주파수)                                      | 출력  | 가시청권                                                     |
| Busan MBC | myMBC TV          | HLKU-TDMB | CH 12-A (205.280MHz)                              | 2㎾   | 부산, 김해, 진해, 거제 일부                                  |
| U-KBS     | KBS STAR          | HLKB-TDMB | CH 12-B (207.008MHz)                              | 2㎾   | 부산, 김해, 진해, 거제 일부                                  |
| U-KBS     | HD KBS STAR       | HLKB-TDMB | CH 12-B (207.008MHz)                              | 2㎾   | 부산, 김해, 진해, 거제 일부                                  |
| U-KBS     | KBS HEART         | HLKB-TDMB | CH 12-B (207.008MHz)                              | 2㎾   | 부산, 김해, 진해, 거제 일부                                  |
| U-KBS     | KBS MUSIC         | HLKB-TDMB | CH 12-B (207.008MHz)                              | 2㎾   | 부산, 김해, 진해, 거제 일부                                  |
| KNN DMB   | KNNu              | HLDG-TDMB | CH 12-C (208.736MHz)                              | 2㎾   | 부산, 김해, 진해, 거제 일부                                  |
| KNN DMB   | ubc u             | HLDG-TDMB | CH 12-C (208.736MHz)                              | 2㎾   | 부산, 김해, 진해, 거제 일부                                  |

## 양산타워 중계소
- 연 위치: 경남 양산시 동면 석산리 656-30

| 디지털TV  |                |           |                           |      |                                               |
| 가상채널  | 방송국명       | 호출부호  | 물리채널                  | 출력 | 가시청권                                      |
| 6-1       | KNN            | HLDG-DTV  | 36                        | 90W  | 양산, 물금, 화명, 금곡, 대저, 상북, 하북 일부 |
| 11-1      | 부산MBC        | HLKU-DTV  | 31                        | 90W  | 양산, 물금, 화명, 금곡, 대저, 상북, 하북 일부 |
| FM라디오  |                |           |                           |      |                                               |
| 주파수    | 방송국명       | 호출부호  | 비고                      | 출력 | 가시청권                                      |
| 88.5MHz   | KNN 러브FM     | HLDG-2FM  | 105.7MHz 부산 황령산 송출 | 20W  | 양산, 물금, 화명, 금곡, 대저, 상북, 하북 일부 |
| 96.3MHz   | KNN 파워FM     | HLDG-FM   | 99.9MHz 부산 황령산 송출  | 20W  | 양산, 물금, 화명, 금곡, 대저, 상북, 하북 일부 |
| 97.7MHz   | 부산MBC 라디오 | HLKU-SFM  | 95.9MHz 부산 황령산 송출  | 20W  | 양산, 물금, 화명, 금곡, 대저, 상북, 하북 일부 |
| 지상파DMB |                |           |                           |      |                                               |
| 방송국명  | 채널목록       | 호출부호  | 채널(주파수)              | 출력 | 가시청권                                      |
| Busan MBC | myMBC TV       | HLKU-TDMB | CH 12-A (205.280MHz)      | 2㎾  | 양산, 물금, 화명, 금곡, 대저, 상북, 하북 일부 |
| KNN DMB   | KNNu           | HLDG-TDMB | CH 12-C (208.736MHz)      | 2㎾  | 양산, 물금, 화명, 금곡, 대저, 상북, 하북 일부 |
| KNN DMB   | ubc u          | HLDG-TDMB | CH 12-C (208.736MHz)      | 2㎾  | 양산, 물금, 화명, 금곡, 대저, 상북, 하북 일부 |

## 양산 중계소
| FM라디오 |                            |          |        |           |                           |
| 주파수   | 방송국명                   | 호출부호 | 출력   | 가시청권  | 비고                      |
| 91.3MHz  | KBS부산 제1라디오          | HLKB-SFM | 0.02㎾ | 양산 일원 | 103.7MHz 부산 황령산 송출 |
| 99.5MHz  | KBS부산 제2라디오(HappyFM) | HLKE-SFM | 20㎾   | 양산 일원 | 97.1MHz 부산 황령산 송출  |
| 105.7MHz | EBS FM                     | HLQL-FM  | 0.01kW | 양산 일원 | 107.7MHz 부산 황령산 송출 |

## 언양 중계소
- 연 위치 : 울산 울주군 삼남읍 교동리 산90

| 디지털TV |              |          |          |        |                          |
| 가상채널 | 방송국명     | 호출부호 | 물리채널 | 출력   | 가시청권                 |
| CH 6-1   | ubc DTV      | HLDP-DTV | CH 42    | 0.09㎾ | 울산 일부, 울주군 삼남읍 |
| CH 7-1   | KBS울산 DTV2 | HLKE-DTV | CH 38    | 0.09㎾ | 울산 일부, 울주군 삼남읍 |
| CH 9-1   | KBS울산 DTV1 | HLQB-DTV | CH 19    | 0.09㎾ | 울산 일부, 울주군 삼남읍 |
| CH 10-1  | EBS 1TV      | HLQL-DTV | CH 43    | 0.09㎾ | 울산 일부, 울주군 삼남읍 |
| CH 10-2  | EBS 2TV      | HLQL-DTV | CH 43    | 0.09㎾ | 울산 일부, 울주군 삼남읍 |
| CH 11-1  | 울산MBC DTV  | HLAU-DTV | CH 45    | 0.09㎾ | 울산 일부, 울주군 삼남읍 |

## 연화산 중계소
- 연 위치: 	울산 울주군 두동면 은편리 산51-3

| 디지털TV |              |          |          |      |
| 가상채널 | 방송국명     | 호출부호 | 물리채널 | 출력 |
| CH 7-1   | KBS울산 DTV2 | HLKE-DTV | CH 20    | 90㎾ |
| CH 9-1   | KBS울산 DTV1 | HLQB-DTV | CH 37    | 90㎾ |
| CH 10-1  | EBS 1TV      | HLQL-DTV | CH 50    | 90㎾ |
| CH 10-2  | EBS 2TV      | HLQL-DTV | CH 50    | 90㎾ |

## 연제FM
- 연 위치 : 부산 연제구

| FM라디오 |          |          |      |          |
| 주파수   | 방송국명 | 호출부호 | 출력 | 가시청권 |
| 106.3MHz | 연제FM   | -        | 10㎾ | 연제구   |

## 봉래산 송신소
- 연 위치: 부산 영도구 벚꽃길 207-42

| FM라디오 |                   |          |      |                             |
| 채널     | 방송국명          | 호출부호 | 출력 | 가시청권                    |
| 93.3㎒   | febc 부산극동방송 | HLQQ-FM  | 1㎾  | 부산, 진해, 김해, 거제 일부 |

## 장군대산 중계소
- 연 위치: 경남 진주시 문산읍 상문리 325-5

| 디지털TV  |                  |           |                           |       |                                                  |
| 가상채널  | 방송국명         | 호출부호  | 물리채널                  | 출력  | 가시청권                                         |
| 7-1       | KBS창원 2TV      | HLKD-DTV  | 43                        | 2.5㎾ | 진주, 사천 일부, 산청 일부, 하동 일부, 남해 일부 |
| 9-1       | KBS진주 1TV      | HLCJ-DTV  | 41                        | 2.5㎾ | 진주, 사천 일부, 산청 일부, 하동 일부, 남해 일부 |
| 10-1      | EBS 1TV          | HLQL-DTV  | 51                        | 2.5㎾ | 진주, 사천 일부, 산청 일부, 하동 일부, 남해 일부 |
| 10-2      | EBS 2TV          | HLQL-DTV  | 51                        | 2.5㎾ | 진주, 사천 일부, 산청 일부, 하동 일부, 남해 일부 |
| 11-1      | MBC경남 진주 DTV | HLAK-DTV  | 40                        | 2.5㎾ | 진주, 사천 일부, 산청 일부, 하동 일부, 남해 일부 |
| FM라디오  |                  |           |                           |       |                                                  |
| 주파수    | 방송국명         | 호출부호  | 비고                      | 출력  | 가시청권                                         |
| 88.1MHz   | BBS 부산불교방송 | HLDA-FM   | 부산, 창원지역 제외       | 500W  | 진주, 사천 일부, 산청 일부, 하동 일부, 남해 일부 |
| 92.5MHz   | febc창원극동방송 | HLDD-FM   | 98.1MHz 창원 불모산 송출  | 500W  | 진주, 사천 일부, 산청 일부, 하동 일부, 남해 일부 |
| 98.7MHz   | KNN 러브FM       | HLDG-2FM  | 부산, 창원지역 제외       | 1㎾   | 진주, 사천 일부, 산청 일부, 하동 일부, 남해 일부 |
| 100.1MHz  | TBN 경남교통방송 | HLEE-FM   | 107.3MHz 거창 감악산 송출 | 1㎾   | 진주, 사천 일부, 산청 일부, 하동 일부, 남해 일부 |
| 105.5MHz  | KNN 파워FM       | HLDG-FM   | 106.7MHz 거창 감악산 송출 | 1㎾   | 진주, 사천 일부, 산청 일부, 하동 일부, 남해 일부 |
| 지상파DMB |                  |           |                           |       |                                                  |
| 앙상블명  | 방송국명         | 호출부호  | 채널(주파수)              | 출력  | 가시청권                                         |
| Busan MBC | myMBC TV         | HLKU-TDMB | CH 9-A (205.280MHz)       | 2㎾   | 진주, 사천 일부, 산청 일부, 하동 일부, 남해 일부 |
| U-KBS     | KBS STAR         | HLKA-TDMB | CH 9-B (207.008MHz)       | 2㎾   | 진주, 사천 일부, 산청 일부, 하동 일부, 남해 일부 |
| U-KBS     | HD KBS STAR      | HLKA-TDMB | CH 9-B (207.008MHz)       | 2㎾   | 진주, 사천 일부, 산청 일부, 하동 일부, 남해 일부 |
| U-KBS     | KBS HEART        | HLKA-TDMB | CH 9-B (207.008MHz)       | 2㎾   | 진주, 사천 일부, 산청 일부, 하동 일부, 남해 일부 |
| U-KBS     | KBS MUSIC        | HLKA-TDMB | CH 9-B (207.008MHz)       | 2㎾   | 진주, 사천 일부, 산청 일부, 하동 일부, 남해 일부 |
| KNN DMB   | KNNu             | HLDG-TDMB | CH 9-C (208.736MHz)       | 2㎾   | 진주, 사천 일부, 산청 일부, 하동 일부, 남해 일부 |
| KNN DMB   | ubc u            | HLDG-TDMB | CH 9-C (208.736MHz)       | 2㎾   | 진주, 사천 일부, 산청 일부, 하동 일부, 남해 일부 |

## 정관 중계소
- 연 위치 : 부산 기장군 정관읍 달산리 산146-14

| 디지털TV  |                            |           |                           |        |                   |
| 가상채널  | 방송국명                   | 호출부호  | 물리채널                  | 출력   | 가시청권          |
| CH 6-1    | KNN 디지털TV               | HLDG-DTV  | 20                        | 2.5㎾  | 부산광역시 기장군 |
| CH 7-1    | KBS부산 2TV                | HLKE-DTV  | 23                        | 2.5㎾  | 부산광역시 기장군 |
| CH 9-1    | KBS부산 1TV                | HLKB-DTV  | 21                        | 2.5㎾  | 부산광역시 기장군 |
| CH 10-1   | EBS 1TV                    | HLQL-DTV  | 24                        | 2.5㎾  | 부산광역시 기장군 |
| CH 10-2   | EBS 2TV                    | HLQL-DTV  | 24                        | 2.5㎾  | 부산광역시 기장군 |
| CH 11-1   | 부산MBC 디지털TV           | HLKU-DTV  | 22                        | 2.5㎾  | 부산광역시 기장군 |
| FM라디오  |                            |           |                           |        |                   |
| 주파수    | 방송국명                   | 호출부호  | 비고                      | 출력   | 가시청권          |
| 89.3MHz   | KNN 러브FM                 | HLDG-2FM  | 105.7MHz 부산 황령산 송출 | 20㎾   | 부산광역시 기장군 |
| 91.3MHz   | KBS부산 제1라디오          | HLKB-SFM  | 103.7MHz 부산 황령산 송출 | 0.02㎾ | 부산광역시 기장군 |
| 96.3MHz   | KNN 파워FM                 | HLDG-FM   | 99.9MHz 부산 황령산 송출  | 20㎾   | 부산광역시 기장군 |
| 99.5MHz   | KBS부산 제2라디오(HappyFM) | HLKE-SFM  | 97.1MHz 부산 황령산 송출  | 20㎾   | 부산광역시 기장군 |
| 103.3MHz  | 부산영어방송               | HLSX-FM   | 90.5MHz 부산 황령산 송출  | 0.02kW | 부산광역시 기장군 |
| 지상파DMB |                            |           |                           |        |                   |
| 방송국명  | 채널목록                   | 호출부호  | 채널(주파수)              | 출력   | 가시청권          |
| Busan MBC | myMBC TV                   | HLKU-TDMB | CH 12-A (205.280MHz)      | 2㎾    | 부산광역시 기장군 |
| KNN DMB   | KNNu                       | HLDG-TDMB | CH 12-C (208.736MHz)      | 2㎾    | 부산광역시 기장군 |
| KNN DMB   | ubc u                      | HLDG-TDMB | CH 12-C (208.736MHz)      | 2㎾    | 부산광역시 기장군 |

## 창원 천주산  중계소
- 연 위치: 경남 창원시 의창구 동정동 163

| FM라디오 |                         |          |      |                                                              |                           |
| 채널     | 방송국명                | 호출부호 | 출력 | 가시청권                                                     | 비고                      |
| 89.5MHz  | BBS 부산불교방송        | HLDA-FM  | 500W | 창원, 김해, 통영, 거제, 함안, 밀양, 창녕, 의령, 고성, 서부산 | 89.9MHz 부산 황령산 송출  |
| 101.7MHz | cpbc 부산가톨릭평화방송 | HLDW-FM  | 1㎾  | 창원, 김해, 통영, 거제, 함안, 밀양, 창녕, 의령, 고성, 서부산 | 101.1MHz 부산 황령산 송출 |

## 하북 중계소
- 연 위치 : 경남 양산시 하북면 초산리 산7-6

| 디지털TV |             |          |          |      |
| 가상채널 | 방송국명    | 호출부호 | 물리채널 | 출력 |
| CH 7-1   | KBS부산 2TV | HLKE-DTV | 23       | 10㎾ |
| CH 9-1   | KBS부산 1TV | HLKB-DTV | 35       | 10㎾ |
| CH 10-1  | EBS 1TV     | HLQL-DTV | 41       | 10㎾ |
| CH 10-2  | EBS 2TV     | HLQL-DTV | 41       | 10㎾ |

## 황령산 송신소
- 연 위치 : 부산광역시 부산진구 전포1동 산50-1
- 연 위치 : 부산 연제구 연산2동 산181-3

| 디지털TV  |                         |            |                                                      |       |                             |
| 가상채널  | 방송국명                | 호출부호   | 물리채널                                             | 출력  | 가시청권                    |
| CH 6-1    | KNN 디지털TV            | HLDG-DTV   | 15                                                   | 2.5㎾ | 부산, 김해, 진해, 거제 일부 |
| CH 7-1    | KBS부산 2TV             | HLKE-DTV   | 16                                                   | 2.5㎾ | 부산, 김해, 진해, 거제 일부 |
| CH 9-1    | KBS부산 1TV             | HLKB-DTV   | 14                                                   | 2.5㎾ | 부산, 김해, 진해, 거제 일부 |
| CH 10-1   | EBS 1TV                 | HLQL-DTV   | 18                                                   | 2.5㎾ | 부산, 김해, 진해, 거제 일부 |
| CH 10-2   | EBS 2TV                 | HLQL-DTV   | 18                                                   | 2.5㎾ | 부산, 김해, 진해, 거제 일부 |
| CH 11-1   | 부산MBC 디지털TV        | HLKU-DTV   | 17                                                   | 2.5㎾ | 부산, 김해, 진해, 거제 일부 |
| UHDTV     |                         |            |                                                      |       |                             |
| 가상채널  | 방송국명                | 호출부호   | 물리채널                                             | 출력  | 가시청권                    |
| CH 6-1    | KNN UHDTV               | HLDG-DTV   | 53                                                   | 2.5㎾ | 부산, 김해, 진해, 거제 일부 |
| CH 7-1    | KBS부산 2TV             | HLKE-UHDTV | 56                                                   | 2.5㎾ | 부산, 김해, 진해, 거제 일부 |
| CH 9-1    | KBS부산 1TV             | HLKB-UHDTV | 52                                                   | 2.5㎾ | 부산, 김해, 진해, 거제 일부 |
| CH 9-2    | KBS NEWS 24             | HLKB-UHDTV | 52                                                   | 2.5㎾ | 부산, 김해, 진해, 거제 일부 |
| CH 11-1   | 부산MBC UHDTV           | HLKU-DTV   | 55                                                   | 2.5㎾ | 부산, 김해, 진해, 거제 일부 |
| FM라디오  |                         |            |                                                      | 2.5㎾ | 부산, 김해, 진해, 거제 일부 |
| 주파수    | 방송국명                | 호출부호   | 비고                                                 | 출력  | 가시청권                    |
| 88.9MHz   | 부산MBC FM4U            | HLKU-FM    | 98.7MHz 울산MBC FM4U 울산 무룡산 송출                | 5㎾   | 부산, 김해, 진해, 거제 일부 |
| 89.9MHz   | BBS 부산불교방송        | HLDA-FM    | 89.5MHz 창원 천주산 송출                             | 5㎾   | 부산, 김해, 진해, 거제 일부 |
| 90.5MHz   | 부산영어방송            | HLSX-FM    | 부산, 울산, 창원 전지역                              | 1㎾   | 부산, 김해, 진해, 거제 일부 |
| 92.7MHz   | 부산KBS 클래식FM        | HLKB-FM    | 101.9MHz 울산KBS 클래식FM 울산 무룡산 송출           | 5㎾   | 부산, 김해, 진해, 거제 일부 |
| 94.9MHz   | TBN 부산교통방송        | HLDN-FM    | 104.1MHz TBN 울산교통방송 울산 무룡산 송출           | 3㎾   | 부산, 김해, 진해, 거제 일부 |
| 95.9MHz   | 부산MBC 표준FM          | HLKU-SFM   | 97.5MHz 울산MBC 표준FM 울산 무룡산 송출              | 3㎾   | 부산, 김해, 진해, 거제 일부 |
| 97.1MHz   | 부산KBS 해피FM          | HLKE-SFM   | 106.1MHz 창원KBS 제2라디오 해피FM 창원 불모산 송출   | 3㎾   | 부산, 김해, 진해, 거제 일부 |
| 98.5MHz   | 부산국악방송            | HLQA-FM    | 부산, 울산, 창원 전지역                              | 1㎾   | 부산, 김해, 진해, 거제 일부 |
| 99.9MHz   | KNN 파워FM              | HLDG-FM    | 102.5MHz 창원 불모산 송출                            | 5㎾   | 부산, 김해, 진해, 거제 일부 |
| 101.1MHz  | cpbc 부산가톨릭평화방송 | HLDW-FM    | 93.7MHz 울산 무룡산 송출, 101.7MHz 창원 천주산 송출  | 3㎾   | 부산, 김해, 진해, 거제 일부 |
| 102.1MHz  | 부산CBS 음악FM          | HLKP-FM    | 부산, 울산, 창원 전지역                              | 1㎾   | 부산, 김해, 진해, 거제 일부 |
| 102.9MHz  | 부산CBS 표준FM          | HLKP-SFM   | 100.3MHz 울산CBS 표준FM 울산 무룡산 송출             | 5㎾   | 부산, 김해, 진해, 거제 일부 |
| 103.7MHz  | 부산KBS 제1라디오       | HLKB-SFM   | 90.7MHz 울산KBS 제1라디오 울산 무룡산 송출           | 3㎾   | 부산, 김해, 진해, 거제 일부 |
| 104.9MHz  | WBS 부산원음방송        | HLQJ-FM    | 부산, 울산, 창원 전지역                              | 3㎾   | 부산, 김해, 진해, 거제 일부 |
| 105.7MHz  | KNN 러브FM              | HLDG-2FM   | 90.9MHz 창원 불모산 송출                             | 1㎾   | 부산, 김해, 진해, 거제 일부 |
| 107.7MHz  | EBS 라디오              | HLQL-FM    | 105.9MHz 울산 무룡산 송출, 104.3MHz 창원 불모산 송출 | 3㎾   | 부산, 김해, 진해, 거제 일부 |
| 지상파DMB |                         |            |                                                      |       |                             |
| 방송국명  | 채널목록                | 호출부호   | 채널(주파수)                                         | 출력  | 가시청권                    |
| Busan MBC | myMBC TV                | HLKU-TDMB  | CH 12-A (205.280MHz)                                 | 2㎾   | 부산, 김해, 진해, 거제 일부 |
| U-KBS     | KBS STAR                | HLKB-TDMB  | CH 12-B (207.008MHz)                                 | 2㎾   | 부산, 김해, 진해, 거제 일부 |
| U-KBS     | HD KBS STAR             | HLKB-TDMB  | CH 12-B (207.008MHz)                                 | 2㎾   | 부산, 김해, 진해, 거제 일부 |
| U-KBS     | KBS HEART               | HLKB-TDMB  | CH 12-B (207.008MHz)                                 | 2㎾   | 부산, 김해, 진해, 거제 일부 |
| U-KBS     | KBS MUSIC               | HLKB-TDMB  | CH 12-B (207.008MHz)                                 | 2㎾   | 부산, 김해, 진해, 거제 일부 |
| KNN DMB   | KNNu                    | HLDG-TDMB  | CH 12-C (208.736MHz)                                 | 2㎾   | 부산, 김해, 진해, 거제 일부 |
| KNN DMB   | ubc u                   | HLDG-TDMB  | CH 12-C (208.736MHz)                                 | 2㎾   | 부산, 김해, 진해, 거제 일부 |

| 아날로그TV 폐국            |                    |          |  |       |     |                             |
| 2012년 10월 9일 14:00 종료 |                    |          |  |       |     |                             |
| 채널                       | 방송국명           | 호출부호 |  | 출력  | ERP | 가시청권                    |
| 19                         | KNN 부산경남방송TV | HLDG-DTV |  | 2.5kW |     | 부산, 김해, 진해, 거제 일부 |
| 43                         | 부산MBC 아날로그TV | HLKU-TV  |  | 10kW  |     | 부산, 김해, 진해, 거제 일부 |
| 49                         | KBS부산 2TV        | HLQKE-TV |  | 500kW |     | 부산, 김해, 진해, 거제 일부 |
| 55                         | KBS부산 1TV        | HLKB-TV  |  | 500kW |     | 부산, 김해, 진해, 거제 일부 |
| 59                         | EBS TV             | HLQL-TV  |  | 500W  |     | 부산, 김해, 진해, 거제 일부 |

1. ↑  98.9MHz 창원 불모산 송출, 91.1MHz 하동 금오산 송출, 101.3MHz 여수MBC 표준FM 남해 망운산 송출
2. ↑  100.5MHz 창원 불모산 송출, 97.7MHz 진주 망진산 송출
3. ↑  91.7MHz 창원 불모산 송출, 90.3MHz 진주 망진산 송출, 97.1MHz 하동 금오산 송출, 95.7MHz 순천KBS 제1라디오 남해 망운산 송출
4. ↑  99.9MHz 부산 황령산 송출, 102.5MHz 창원 불모산 송출, 105.5MHz 진주 장군대산 송출
5. ↑  95.5MHz 창원 불모산 송출, 100.1MHz 진주 장군대산 송출
6. ↑  92.1MHz 창원KBS 클래식FM 거창 감악산 송출, 89.3MHz 진주KBS 클래식FM 진주 망진산 송출, 104.5MHz 전주KBS 클래식FM 구례 노고단 송출
7. ↑  97.1MHz 진주KBS 제1라디오 하동 금오산 송출, 90.3MHz 진주KBS 제1라디오 진주 망진산 송출, 103.3MHz 진주KBS 제1라디오 거창 감악산 송출, 90.5MHz 광주KBS 제1라디오 광주 무등산 송출, 88.3MHz 전주KBS 제1라디오 구례 노고단 송출
8. ↑  89.1MHz 목포MBC 표준FM 해남 대둔산 송출, 101.7MHz 전주MBC 표준FM 구례 노고단 송출, 91.1MHz MBC경남 표준FM 하동 금오산 송출, 93.5MHz MBC경남 표준FM 거창 감악산 송출
9. ↑  101.5MHz 진주 망진산 송출, 105.3MHz 광주 무등산 송출, 104.1MHz 해남 대둔산 송출, 107.5MHz 구례 노고단 송출
10. ↑  90.9MHz 창원 불모산 송출
11. ↑  102.5MHz 창원 불모산 송출
12. ↑  98.9MHz MBC경남 표준FM 창원 불모산 송출
13. ↑  91.7MHz 창원KBS 제1라디오 창원 불모산 송출
14. ↑  106.1MHz 창원KBS 제2라디오 해피FM 창원 불모산 송출
15. ↑  KNN 러브FM 부산 황령산과 동일한 주파수가 이상하다.
16. ↑  104.3MHz 창원 불모산 송출
17. ↑  100.5MHz MBC경남 FM4U 창원 불모산 송출
18. ↑  88.3MHz BBS 울산불교방송 울산 무룡산 송출
19. ↑  93.9MHz 창원KBS 클래식FM 창원 불모산 송출
20. ↑  95.5MHz TBN 경남교통방송 창원 불모산 송출
21. ↑  98.9MHz MBC경남 표준FM 창원 불모산 송출
22. ↑  92.3MHz ubc 그린FM 울산 무룡산 송출
23. ↑  106.9MHz 경남CBS 표준FM 창원 불모산 송출
24. ↑  91.7MHz 창원KBS 제1라디오 창원 불모산 송출